# Jeannine Rossi
Jeannine Rossi (* 27. Juni 1988 in Straß in Steiermark) ist eine österreichische Pop-, Rock- und Schlagersängerin. Sie war Teilnehmerin an den Castingproduktionen Popstars (2004), Herz von Österreich (2014) und Deutschland sucht den Superstar (2015).

## Werdegang
2002 erhielt die 14-Jährige die Diagnose von Stimmbandknötchen. Trotz heilender Logopädie widmete sie sich dem Tanzen und stellte das Singen zunächst hintan. Nach ihrem Maturaabschluss am Gymnasium machte sie eine Ausbildung zur Fingernageldesignerin und arbeitete vorerst wenige Stunden an privaten Musikschulen als Hip-Hop-Lehrerin. Autodidaktisch eignete sich Rossi mehrere Singtechniken an und unterrichtet auch als Vocalcoach.
Seitdem trat sie rund 100 Mal pro Jahr in Österreich auf. Unter anderem gab es gemeinsame Auftritte mit Jürgen Drews und Percival. Ihr erstes Solo-Debütalbum Breakthrough wurde 2009 veröffentlicht. Ihr Genre orientierte sich noch an der elektronischen Popmusik. 2013 verabschiedete sich Rossi vom Image als Club- und Party-Sängerin und wechselte zu Schlager und Austropop.
Nach ihrem Auftritt bei der österreichischen Musikshow Herz von Österreich stieg ihr erster in Mundart geschriebener Song am Tag der Veröffentlichung von Zick Zack auf Platz 2 der iTunes Schlagercharts ein. Beim Schlagerportal.com-Sommerhitwettbewerb erreichte ihre zweite Mundartsingle Summazeit den dritten Platz. 2015 belegte sie in der zwölften Staffel der deutschen Castingshow Deutschland sucht den Superstar den vierten Platz.

## Diskografie

### Alben
- 2009 – Breakthrough – Reejay[3]

### Singles
- 2014 – Zick Zack[4]
- 2014 – Wild's Wasser
- 2014 – Sumazeit
- 2016 – Wenn Kinder Träumen

## Erfolge
- 2003 Teilnahme an der „World Hip Hop Championship 2003“(Kategorie: Solo, Duo, Formation & Small Group) Österreichische HIP HOP Staatsmeister mit der Formation „Mixed Generation“[5]
- 2004 Teilnahme am „Young People Muse Festival“ in Südkorea mit „Music & Voice“, Gewinner des „Friendship Award“
- 2008 Mit Dance4You und Dance Connection: Österreichische Staatsmeister in der Königsklasse Production bei den Austrian Open (Casino, the Show)
- Europäische Vize – Meister bei den European Open in Oberpullendorf
- World Champion mit „Casino“ bei der International Dance Challenge in den USA (Status: PLATIN)
- Mit dem Grazer Chor Pop Vox: Bester europäischer Pop- und Gospel Chor bei den „World Choir Games“ in Graz (Auszeichnung: GOLD)
- 2014 Mundart Single „Zick Zack“ auf Platz 2 der iTunes – Schlagercharts[6]

ebenfalls platziert in den iTunes – Schlagercharts die Coverversion „Wilds Wasser“

## Auftritte beiDSDS
| Sendung (Datum)                               | Lied                            | Originalinterpret | Gruppenmitglieder                                     |
| Castings (28. Februar 2015)                   | Atemlos durch die Nacht         | Helene Fischer    | -                                                     |
| Recall 1 – Hochhaus (14. März 2015)           | Fehlerfrei                      | Helene Fischer    | Germaine Nassal, Seraphina Ueberholz, Viviana Grisafi |
| Recall 2 – Straße (28. März 2015)             | Mein Herz                       | Beatrice Egli     | Juna Manaj, Melissa Nock, Tina Umbricht               |
| Recall 3 – Tempel (4. April 2015)             | Paris                           | Michelle          | Anna Carina Alpert, Erica Greenfield, Viviana Grisafi |
| Recall 4 – Strand (11. April 2015)            | Superstar                       | Jamelia           | Melissa Nock, Viviana Grisafi                         |
| Recall 5 – Pool (18. April 2015)              | Ohne Dich                       | Münchner Freiheit | Marcel Kärcher                                        |
| Eventshow 1 – Ischgl (25. April 2015)         | Atemlos durch die Nacht         | Helene Fischer    | -                                                     |
| Eventshow 2 – Balver Höhle (2. Mai 2015)      | Du hast mich tausendmal belogen | Andrea Berg       | -                                                     |
| Eventshow 3 – Glashalle Leipzig (9. Mai 2015) | Ich liebe das Leben             | Vicky Leandros    | -                                                     |
| Eventshow 3 – Glashalle Leipzig (9. Mai 2015) | Das Beste                       | Silbermond        | Seraphina Ueberholz                                   |